# Еллеттсвілл (Індіана)
Еллеттсвілл (англ. Ellettsville) — місто (англ. town) в США, в окрузі Монро штату Індіана. Населення — 6655 осіб (2020).

## Географія
Еллеттсвілл розташований за координатами 39°13′49″ пн. ш. 86°37′18″ зх. д. / 39.23028° пн. ш. 86.62167° зх. д. (39.230401, -86.621755).  За даними Бюро перепису населення США в 2010 році місто мало площу 10,98 км², уся площа — суходіл. В 2017 році площа становила 12,05 км², уся площа — суходіл.

## Демографія
Згідно з переписом 2010 року, у місті мешкало 6378 осіб у 2593 домогосподарствах у складі 1704 родин. Густота населення становила 581 особа/км².  Було 2753 помешкання (251/км²).
Расовий склад населення:
| - 95,5 % — білих - 1,0 % — чорних або афроамериканців - 0,6 % — азіатів - 0,2 % — корінних американців |

До двох чи більше рас належало 1,9 %. Частка іспаномовних становила 1,6 % від усіх жителів.
За віковим діапазоном населення розподілялося таким чином: 26,5 % — особи молодші 18 років, 61,4 % — особи у віці 18—64 років, 12,1 % — особи у віці 65 років та старші. Медіана віку мешканця становила 34,5 року. На 100 осіб жіночої статі у місті припадало 87,5 чоловіків;  на 100 жінок у віці від 18 років та старших — 82,8 чоловіків також старших 18 років.
Середній дохід на одне домашнє господарство  становив 57 658 доларів США (медіана — 49 479), а середній дохід на одну сім'ю — 63 417 доларів (медіана — 56 609). Медіана доходів становила 45 962 долари для чоловіків та 35 339 доларів для жінок. За межею бідності перебувало 7,1 % осіб, у тому числі 5,8 % дітей у віці до 18 років та 12,4 % осіб у віці 65 років та старших.
Цивільне працевлаштоване населення становило 3175 осіб. Основні галузі зайнятості: освіта, охорона здоров'я та соціальна допомога — 28,7 %, виробництво — 18,6 %, роздрібна торгівля — 13,2 %, мистецтво, розваги та відпочинок — 7,8 %.